# Stephensoniella brevipedunculata
Stephensoniella brevipedunculata är en bladmossart som beskrevs av Shiv Ram Kashyap. Stephensoniella brevipedunculata ingår i släktet Stephensoniella och familjen Exormothecaceae. IUCN kategoriserar arten globalt som starkt hotad. Inga underarter finns listade i Catalogue of Life.